# Centro de Formação Olímpica do Nordeste
O Centro de Formação Olímpica do Nordeste conhecido por sua sigla CFO é um complexo esportivo brasileiro localizado na cidade de Fortaleza, no Ceará. Anexo à Arena Castelão, forma o maior conjunto de instalações esportivas do país, com 313 000 m². Inaugurado em 2014, faz parte da Rede Nacional do Ministério do Esporte, concebida como legado dos Jogos Olímpicos de 2016, e dedica-se à formação a partir de três eixos: esporte educacional, esporte participativo e esporte de alto rendimento.

## História
Anunciado em 2013 o Centro de Formação Olímpica teve sua pedra inicial lançada com a assinatura da ordem de serviço no dia 14 de agosto do mesmo ano pelo ex-governador do estado do Ceará Cid Gomes, em uma cerimônia ocorrida no terreno onde se localiza o Centro, na Avenida Alberto Craveiro, em frente à Arena Castelão. Com investimentos em torno de R$ 226 milhões, o complexo tinha previsão de ser totalmente entregue no segundo semestre de 2014.
Sua inauguração ocorreu no dia 30 de dezembro de 2014 com a presença do medalhista olímpico Arthur Zanetti, ainda incompleto, sendo entregue apenas os alojamentos, as academias, os espaços destinados às lutas, levantamento de peso, piscinas e pista de atletismo. O governo previu a entrega de 100% da obra em março de 2015, o que não ocorreu. A estimativa depois apontou para junho. Como não ficou pronto, o prazo se estendeu para o início de setembro, mas acabou não sendo entregue e parte dos Jogos Escolares da Juventude (cujas modalidades realizadas no centro foram: atletismo, badminton, ginástica rítmica, natação, tênis de mesa, basquete e handebol) foi disputado sem que o local estivesse pronto. No entanto, as competições não foram atrapalhadas. Após nova previsão para janeiro de 2016, a entrega ficou para março. No final de junho do mesmo ano, a obra foi entregue para o Governo do Estado ainda incompleta.
No dia 8 de setembro de 2016 foi realizado o show Scorpions, que estiveram em Fortaleza pela primeira vez, na turnê que celebra os 50 anos de carreira. Já no dia 25 do mesmo mês foi relizado o primeiro real grande teste esportivo do ginásio principal, os jogos entre Vasco x Flamengo e Basquete Cearense x Vitória fizeram a rodada de abertura do Super Four Rio-Nordeste. Naquele dia, após a conclusão ter prazo adiado em cinco oportunidades, o Centro de Formação Olímpica (CFO) finalmente recebeu um evento para o qual foi projetado: esporte profissional de alto rendimento. Os que estiveram presentes destacaram o conforto ofertado pelo ginásio. A climatização, a oferta de uma praça de alimentação e os assentos foram os elementos mais ressaltados pelo público.
Em 26  de novembro de 2016 o ginásio do CFO recebeu a primeira edição do Desafio Invocadores, evento de eSport do jogo League of Legends concebido como um desafio entre as duas equipes (INTZ e Pain), as mais tradicionais e fortes do cenário brasileiro, em cinco jogos. O evento reuniu cerca de 7 mil torcedores, tendo com vitoriosa a INTZ que recebeu um premio de 20 mil reais.
Um evento histórico pede uma bela estrutura e um grande público. Cerca de 15 mil apaixonados por artes marciais acompanharam, vibraram e se emocionaram com os astros e lutas do UFC Fight Night no dia 11 de março de 2017, Belfort vs. Gastelum, no maior evento esportivo realizado no Centro de Formação Olímpica (CFO) até o momento. Mesmo antes das lutas, era possível ver animação do público e muitas pessoas que vivenciam uma edição do UFC pela primeira vez. A organização preparou quatro murais com fotos de atletas como José Aldo e Vitor Belfort e não faltaram fãs para fazer fotos nos espaços. A loja UFC Store, com produtos da organização à venda também fez sucesso e recebeu muitas filas. Lanchonetes não faltaram e o mais requisitado: um espaço onde estavam Rodrigo Minotauro, Demian Maia e Amanda Nunes para dar atenção aos torcedores: imagens, abraços, conversas e filas enormes marcaram a sessão. A movimentação era intensa na entrada, no entorno do CFO e no trânsito dos arredores, mas sem problemas que causassem engarrafamentos. Do lado de fora do Centro, não era difícil encontrar cambistas oferecendo ingressos para as lutas. Sem fiscalização aparente.
O centro de formação olímpico tem como responsável pela administração Vítor Oliveira, desde janeiro de 2017

## Estrutura
O centro conta com um ginásio de treinamento multiesportivo adaptável, pista de atletismo, piscinas olímpicas e de saltos, pista de skate, pista de BMX, quadras de vôlei de praia e de tênis, alojamento para até 248 atletas, academia de ginástica, salas de fisioterapia, salas de federações e confederações esportivas e a maior arena indoor do país, multiúso, com capacidade para 17 100 pessoas em eventos esportivos e 21 000 em eventos culturais. Entre as modalidades de esporte às quais o complexo se dedica, estão: atletismo, natação, badminton, nado sincronizado, basquete, pentatlo moderno, boxe, rúgbi, ciclismo, tênis, handebol, taekwondo, esgrima, tênis de mesa, futebol, tiro com arco, ginástica artística, triatlo, levantamento de peso, voleibol, hóquei sobre a grama, vôlei de praia, judô, polo aquático, lutas e saltos ornamentais.

## Eventos
- Supercopa Brasileira de Voleibol: 2016, 2017 e 2018
- Jogos Escolares da Juventude
- Scorpions - 2016
- Desafio Invocadores
- UFC
- Show Adulto Netflix 2018- Whindersson Nunes
- Taça Betinho Studart de 2024